# Champions Trophy vrouwen 1989
De Champions Trophy voor vrouwen werd in 1989 gehouden in het West-Duitse Frankfurt. Het toernooi werd gehouden van 3 tot en met 10 september. De Zuid-Koreaanse vrouwen wonnen deze tweede editie. Andere deelnemende landen waren naast het gastland Australië, Canada, Groot-Brittannië en titelverdediger Nederland.

## Uitslagen
| Team             | GS | W | G | V | DV | DT | DS | Ptn |
| ---------------- | -- | - | - | - | -- | -- | -- | --- |
| Zuid-Korea       | 5  | 4 | 1 | 0 | 11 | 3  | +8 | 9   |
| Australië        | 5  | 3 | 2 | 0 | 14 | 10 | +4 | 8   |
| West-Duitsland   | 5  | 2 | 2 | 1 | 7  | 3  | +4 | 6   |
| Groot-Brittannië | 5  | 1 | 1 | 3 | 7  | 11 | -4 | 3   |
| Nederland        | 5  | 0 | 2 | 3 | 4  | 9  | -5 | 2   |
| Canada           | 5  | 0 | 2 | 3 | 3  | 10 | -7 | 2   |

| 3 september 1989 |       |        |  |
| Nederland        | 0 – 0 | Canada |  |
|                  |       |        |  |

| 3 september 1989 |       |            |  |
| West-Duitsland   | 0 – 1 | Zuid-Korea |  |
|                  |       |            |  |

| 3 september 1989 |       |                  |  |
| Australië        | 3 – 2 | Groot-Brittannië |  |
|                  |       |                  |  |

| 4 september 1989 |       |                  |  |
| Nederland        | 2 – 3 | Groot-Brittannië |  |
|                  |       |                  |  |

| 4 september 1989 |       |        |  |
| West-Duitsland   | 3 – 0 | Canada |  |
|                  |       |        |  |

| 4 september 1989 |       |            |  |
| Australië        | 3 – 3 | Zuid-Korea |  |
|                  |       |            |  |

| 6 september 1989 |       |            |  |
| Nederland        | 0 – 2 | Zuid-Korea |  |
|                  |       |            |  |

| 6 september 1989 |       |                  |  |
| Canada           | 2 – 2 | Groot-Brittannië |  |
|                  |       |                  |  |

| 7 september 1989 |       |                |  |
| Australië        | 2 – 2 | West-Duitsland |  |
|                  |       |                |  |

| 9 september 1989 |       |           |  |
| Nederland        | 2 – 4 | Australië |  |
|                  |       |           |  |

| 9 september 1989 |       |            |  |
| Canada           | 0 – 3 | Zuid-Korea |  |
|                  |       |            |  |

| 9 september 1989 |       |                  |  |
| West-Duitsland   | 2 – 0 | Groot-Brittannië |  |
|                  |       |                  |  |

| 10 september 1989 |       |                |  |
| Nederland         | 0 – 0 | West-Duitsland |  |
|                   |       |                |  |

| 10 september 1989 |       |        |  |
| Australië         | 2 – 1 | Canada |  |
|                   |       |        |  |

| 10 september 1989 |       |            |  |
| Groot-Brittannië  | 0 – 2 | Zuid-Korea |  |
|                   |       |            |  |

## Selecties
Australië
1. Vanessa Barnes
2. Tracey Belbin
3. Lee Capes
4. Michelle Capes
5. Sally Carbon
6. Christine Dobson
7. Maree Fish (gk)
8. Juliet Haslam

1. Rechelle Hawkes
2. Angela Kaaks
3. Sharon Patmore
4. Alison Peek
5. Jackie Pereira
6. Lisa Powell
7. Kim Rayner
8. Kim Small

- Bondscoach

Brian Glencross
 Canada
-
 Groot-Brittannië
-
 Nederland
1. Jacqueline Toxopeus (gk)
2. Carina Bleeker (gk)
3. Anneloes Nieuwenhuizen
4. Daniëlle Koenen
5. Helen van der Ben
6. Caroline Leenders
7. Willemijn Duyster
8. Ingrid Appels

1. Suzan van der Wielen
2. Florentine Steenberghe
3. Annemieke Fokke
4. Terry Sibbing
5. Mieketine Wouters
6. Simone van Haarlem
7. Wietske de Ruiter
8. Ingrid Wolff

- Bondscoach

Gijs van Heumen
 West-Duitsland
Britta Becker
Melanie Cremer
Tanja Dickenscheid
Christine Ferneck
Heike Gehrmann
Eva Hansen
Franziska Hentschel
Caren Jungjohann
Bianca Heinz (gk)
Katrin Kauschke
Kristina Marquardt
Dana Schürmann
Philippa Suxdorf
Irina Volkert
Anke Wild
Susanne Wollschläger (gk)
- Bondscoach

 Zuid-Korea
-

## Scheidsrechters
- Christiane Asselman
- Jane Hadfield
- Laura Crespo
- Carola Heinrichs
- Andrea Schewe
- Virginia Laje-Davilla
- Ruth Tong-Trachsler

## Topscorers
- In onderstaand overzicht zijn alleen de speelsters opgenomen met twee of meer treffers achter hun naam.

| № | Naam                | Land                | Goals |
| - | ------------------- | ------------------- | ----- |
| 1 | Jackie Pereira      | Australië           | 7     |
| 2 | Kim Kye-Sook        | Zuid-Korea          | 6     |
| 3 | Chang Eun-Jung      | Zuid-Korea          | 4     |
| 4 | Karen Brown         | Verenigd Koninkrijk | 3     |
|   | Helen van der Ben   | Nederland           | 3     |
|   | Caren Jungjohann    | Duitsland           | 3     |
|   | Kim Small           | Australië           | 3     |
| 8 | Franziska Hentschel | Duitsland           | 2     |

## Eindrangschikking
| rang   | land             |
| ------ | ---------------- |
| Goud   | Zuid-Korea       |
| Zilver | Australië        |
| Brons  | West-Duitsland   |
| 4      | Groot-Brittannië |
| 5      | Nederland        |
| 6      | Canada           |

Mannen:
Lahore 1978 ·
Karachi 1980 ·
Karachi 1981 ·
Amstelveen 1982 ·
Karachi 1983 ·
Karachi 1984 ·
Perth 1985 ·
Karachi 1986 ·
Amstelveen 1987 ·
Lahore 1988 ·
Berlijn 1989 ·
Melbourne 1990 ·
Berlijn 1991 ·
Karachi 1992 ·
Kuala Lumpur 1993 ·
Lahore 1994 ·
Berlijn 1995 ·
Chennai 1996 ·
Adelaide 1997 ·
Lahore 1998 ·
Brisbane 1999 ·
Amstelveen 2000 ·
Rotterdam 2001 ·
Keulen 2002 ·
Amstelveen 2003 ·
Lahore 2004 ·
Chennai 2005 ·
Barcelona 2006 ·
Kuala Lumpur 2007 ·
Rotterdam 2008 ·
Melbourne 2009 ·
Mönchengladbach 2010 ·
Auckland 2011 ·
Melbourne 2012 ·
Bhubaneswar 2014 ·
Londen 2016 ·
Breda 2018
Vrouwen:
Amstelveen 1987 ·
Frankfurt 1989 ·
Berlijn 1991 ·
Amstelveen 1993 ·
Mar del Plata 1995 ·
Berlijn 1997 ·
Brisbane 1999 ·
Amstelveen 2000 ·
Amstelveen 2001 ·
Macau 2002 ·
Sydney 2003 ·
Rosario 2004 ·
Canberra 2005 ·
Amstelveen 2006 ·
Quilmes 2007 ·
Mönchengladbach 2008 ·
Melbourne 2009 ·
Nottingham 2010 ·
Amstelveen 2011 ·
Rosario 2012 ·
Mendoza 2014 ·
Londen 2016 ·
Changzhou 2018